# Magaldrato
Se conoce por magaldrato a una sustancia utilizada en farmacología como antiácido, para neutralizar la sintomatología producida por el exceso de ácido gástrico o su presencia en esófago.

## Propiedades farmacológicas
El magaldrato es un complejo de aluminato de magnesio hidratado, se administra por vía oral, reaccionando con los H+ de los jugos gástricos y neutralizándolos, con lo que aumenta el pH del interior del estómago. A pH por encima de 5 el magaldrato no se libera, por lo que la intoxicación por sobredosis es sumamente improbable. Los resultados de la reacción son eliminados por heces.

### Interacciones
El magaldrato puede influir en la absorción de algunos medicamentos coadministrados. Los más destacados en este sentido son:
| Fármacos que interaccionan con magaldrato. | |
| Fármaco. | Resultados de la interacción. |
| Tetraciclinas, digoxina, benzodiacepinas, dicumarol, indometacina, cimetidina, ácido quenodesoxicólico, ácido urodesoxicólico, ciprofloxacino, ofloxacino hierro | Disminución de la absorción.La ingesta de otros medicamentos coincidentes debería realizarse una hora antes o después de la ingesta de magaldrato. |

## Uso clínico

### Indicaciones
- Tratamiento sintomático de la acidez de estómago y de las regurgitaciones ácidas asociadas con dolor de estómago, molestias gástricas, inflamación aguda o crónica de la mucosa gástrica.
- Gastritis, dispepsia no ulcerosa,
- Inflamaciones esofágicas (esofagitis por reflujo),
- Úlceras gastroduodenales.

### Efectos adversos
Especialmente a dosis elevadas, puede producir defecaciones pastosas, elevada frecuencia de deposiciones y, en raras ocasiones, diarrea. Sin embargo, a la dosis recomendada son muy raras tales manifestaciones.

### Contraindicaciones
- Insuficiencia renal grave.
- Deberá tenerse precaución con la administración a largo plazo y a dosis elevadas en casos de insuficiencia renal por la posible acumulación de los iones de aluminio y magnesio en el organismo.
- Se administrará con precaución en pacientes con dieta baja en fósforo, ya que las sales de aluminio tienden a formar fosfatos insolubles en el intestino, disminuyendo su absorción y excretándose en las heces. En estos pacientes, y sobre todo con tratamientos prolongados, se puede provocar hipofosfatemia y osteoporosis.
- Ancianos: riesgo de empeoramiento de la osteoporosis tras el uso prolongado de antiácidos con aluminio debido a la depleción de fósforo y calcio.

### Presentaciones
- Suspensión, tanto en frasco como en sobres (800  y 2000 mg)
- Comprimidos masticables, de 450 mg

Entre los excipientes habituales para este producto nos podemos encontrar:
- Agar agar (E 406)
- Alginato sódico (E 401)
- Carbonato cálcico (E 170)
- Digluconato de clorhexidina,
- Aroma de menta,
- Acetato cálcico (E 273)
- Sulfato de plata y
- Agua destilada

Dado que contiene sulfato de plata como excipiente, no se recomiendan períodos largos de tratamiento, debido a que puede aparecer pigmentación en la piel.